# (10780) Apollinaire
(10780) Apollinaire (1991 PB2) – planetoida z pasa głównego asteroid okrążająca Słońce w ciągu 4,24 lat w średniej odległości 2,62 j.a. Odkryta 2 sierpnia 1991 roku.